# Oliver Bono

Oliver Bono in Bern (2011)

Oliver Bono (* 29. April 1966 in Lachen) ist ein Schweizer Journalist und TV-Produzent.

## Leben
Oliver Bono wuchs in Lachen am Zürichsee auf. Nach 5 Jahren am Christ König Kollegium in Nuolen SZ wechselte Bono an die Schauspiel-Akademie Zürich (heute Hochschule der Künste Zürich) und schloss diese mit dem Fachhochschulabschluss ab. Danach stieg er als Moderator und Redaktor bei Radio Sunshine ein und gelangte über Radio Zürisee zu Schweizer Radio DRS 3.
Im März 1996 wechselte Bono zum Schweizer Fernsehen. Dort moderierte er bis 2001 die Sporthintergrundsendung time out, für die er auch Hintergrundreportagen unter anderem in England, Frankreich, Holland/Belgien, Iran und Israel realisiert hat. Gleichzeitig war Bono für Übertragungen von Olympischen Spielen tätig, so für die Sendungen Nagano aktuell, Salt Lake update und Sidney aktuell. Im Jahr 2000 wurde er Moderator der Sendungen SF Spezial, der Sommerserie Who is who? und Redaktor von Sport Hintergrund. 2001 wurde er Redaktor und Moderator bei Schweiz aktuell und moderierte Live-Spezialsendungen zu Wahlen und Abstimmungen in Städten und Kantonen. Im Sommer 2005 moderierte Bono die Reality-Show Das Internat – Schule wie vor 50 Jahren, sowie 2007 und 2009 die ähnlich konzipierten Pfahlbauer von Pfyn – Steinzeit live und Alpenfestung – Leben im Reduit.
Für seine Moderation der dreistündigen Liveübertragung des Lötschbergtunneldurchschlags beim Bau der NEAT im Jahr 2005 erhielt Bono den Medienpreis der Radio- und Fernsehgenossenschaft Bern, Deutschfreiburg, Oberwallis RGB.
Im Jahre 2012 war Bono Hauptmoderator der «Schweiz aktuell»-Schwerpunktwoche Koscher City – orthodoxe Juden in Zürich und der zweitägigen SRF-Spezialsendung Ein Haus geht auf Reisen – Hausverschiebung in Oerlikon. Im Sommer 2013 stieg er ausserdem als Knecht in die Sommerserie Schweiz aktuell – die Älplerfamilie ein und stand auf der St. Galler Alp Malbun ob Buchs während knapp drei Wochen als Hilfskraft auf einer Alp vor der Kamera. Weitere mehrstündige Spezialsendungen als Hauptmoderator präsentierte Bono im Frühling 2014 bei den nationalen Eringerkuhkämpfen den «Kampf der Königinnen» im Wallis, und im Dezember 2014 bei der «Expedition Hölloch» im Schwyzer Muotathal. Seit 2010 ist Bono zudem Produzent (Ausgabeleiter) der Chefredaktion TV von SRF.
Ende 2015 legte Bono sein Moderationsmandat bei «Schweiz aktuell» ab und wechselte als Reporter und Produzent (Ausgabeleiter) zum Nachrichtenmagazin 10vor10.
Während seiner Zeit bei «10vor10» war Bono regelmässig für wichtige Sondersendungen verantwortlich. Er plante, realisierte und produzierte vor Ort live-Sendungen aus der City von London (GB-Parlamentswahlen 8. + 9. Juni 2017, Moderation: Arthur Honegger), aus dem Berner Hotel «Bellevue» (Vorabend der Bundesratswahl am 19. September 2017, Moderation: Arthur Honegger), anlässlich der US-Halbzeitwahlen/midterm elections aus Georgetown, Kentucky und Washington D.C (6./7. November 2018, Moderation: Arthur Honegger) und 1 Monat vor den Eidgenössischen Wahlen am 19. September 2019 vom Bundesplatz Bern (Moderation: Susanne Wille).
Mit der Einführung der Fachredaktionen bei SRF TV  (ab November 2018) war Bono als Redaktor und Autor für die Inland- und Auslandredaktion tätig.
Seit Mai 2023 gehört er zum Produzenten-Pool für die SRF-Sendungen «Schweiz aktuell» und «10vor10» und ist abwechselnd als Reporter, Themenplaner "Inland" oder als News-Koordinator der Broadcast-Kanäle von SRF tätig.
Im Frühling 2024 wurde Bono von der SRF-Chefredaktion TV beauftragt, die Übung "Alpha Uno" der Schweizer Luftwaffe als live-Sendung zu produzieren. Diese Übung, die Landungen und Starts von Kampfjets des Typs F/A-18 auf einem Abschnitt der Autobahn A1 bei Payerne im Kanton Waadt beinhaltet hat, wurde in der Folge in einer Kooperation zwischen SRF und dem Westschweizer Fernsehen RTS am 5. Juni vormittags direkt am Fernsehen auf SRF1 übertragen; Bono war dafür als Projektleiter der ausführende Produzent.
Oliver Bono ist Vater von drei Kindern und lebt in Olten.